# Giovanni Farina (scrittore)
Giovanni Farina (Tempio Pausania, 22 settembre 1950) è un criminale, poeta e scrittore italiano noto per essere stato condannato per il sequestro dell'imprenditore Giuseppe Soffiantini.

## Biografia
Giunto da bambino con la famiglia dalla Sardegna a Prato nella zona del Monte Calvana, fino a 25 anni lavora nell'azienda di famiglia come pastore. Viene arrestato una prima volta nel 1975 e condannato a 5 anni in primo grado ma assolto in appello dopo 10 mesi di carcere perché in realtà nel giorno della rapina risultava presente all'anagrafe del Comune. Arrestato una seconda volta nel 1977 viene condannato a 2 anni e 4 mesi di carcere pur dichiarandosi estraneo al reato. Durante questa carcerazione conosce gli uomini che saranno suoi complici nei sequestri, Ciaschi e Del Tongo.
Nel 1979 si dà alla latitanza a seguito di un tentato suo arresto mentre si trovava al lavoro nell'ovile. È in questo periodo che partecipa ai rapimenti di Francesco Del Tongo ad Arezzo il 18 marzo 1980 e poi di Dario Ciaschi, a Lastra a Signa (novembre 1980); fugge quindi in Venezuela da dove, rintracciato dall'Interpol, viene arrestato nell'ottobre del 1982 all'aeroporto di Bogotà in Colombia; estradato in Italia viene incarcerato a Porto Azzurro e condannato per i 2 sequestri a 27 anni di reclusione.
Nel 1994 ottiene la semilibertà provvisoria. Nel 1996 si dà nuovamente alla latitanza e tenta di andare in Australia ma viene arrestato nell'agosto del 1998 all'aeroporto di Sydney per importazione di valuta. Nell'attesa dell'estradizione viene imputato anche per aver partecipato al sequestro dell'imprenditore tessile bresciano Giuseppe Soffiantini. Viene estradato in Italia il 25 maggio 2000 per espiare il residuo di pena di 8 anni e per essere processato per il sequestro Soffiantini. All'arrivo in Italia gli viene contestato anche il reato di concorso morale nell'omicidio dell'ispettore dei Nocs Samuele Donatoni, rimasto ucciso in un conflitto a fuoco a Riofreddo (Roma), al confine tra Lazio e Abruzzo, durante un tentativo di cattura di alcuni sequestratori di Soffiantini. Il processo per questo omicidio si concluse con l'assoluzione di Farina e degli altri imputati, precedentemente condannati all'ergastolo e a lunghe pene detentive. Essenziali per questo verdetto sono state la testimonianza dell'ispettore Nicola Calipari e l'operato del giudice Mario Almerighi che accertò i depistaggi volti a nascondere che l'ispettore dei NOCS era in realtà rimasto vittima di fuoco amico.
Condannato per il sequestro Soffiantini nel 2001 a 28 anni e 6 mesi di detenzione, è sottoposto per circa 20 anni al regime del 41bis nel carcere di Ascoli Piceno e alla Alta Sorveglianza 1 a Catanzaro. Uscito dalla detenzione speciale nel 2017, viene trasferito in Toscana prima a San Gimignano e poi al Gozzini di Firenze.
Ottiene il primo permesso nel settembre 2021 e poi nell'aprile 2022 l'affidamento ai servizi sociali presso la Cooperativa sociale il Pozzo della Comunità delle Piagge di Firenze.

## Scrittore
Nel carcere di Fossombrone segue un corso per conseguire la terza media e inizia a scrivere poesie scoprendo in questa attività una ancora di salvezza e un modo per stabilire relazioni con il mondo esterno e uscire dall'isolamento del carcere. 
Aveva iniziato nel 1991 a pubblicare diversi libri di poesie e racconti; la sua autobiografia è del 2013. Nel 2007 Giuseppe Soffiantini gli pubblica alcune poesie. Nel 2020 pubblica un libro sui femminicidi in cui riflette su alcuni fatti di cronaca, e scrive considerazioni sul ruolo della donna nella tradizione culturale sarda e nella sua storia familiare.

## Opere
- In cerca di un'altra luce: poesie, Pesaro, Puntoacapo, 1991
- Poesie. Giuseppe Soffiantini pubblica alcune poesie di Giovanni Farina, Roccafranca (BS), La Compagnia della Stampa – Massetti Rodella Editori, 2007, ISBN 9788884862587.
- Nonostante i cacciatori di uomini: Autobiografia, Guasila, Editziones de su Arkiviu bibrioteka "T. Serra", 2013
- Aspettando il 9999: poesie e scritti dall'ergastolo e dal 41 bis, Dogliani, Sensibili alle foglie, 2015, ISBN 9788898963157
- Sogni lucenti tra mura bianche di cemento: poesie e racconti, Firenze, Associazione Liberarsi ONLUS: Libriliberi, 2017[12]
- Femminicidio, da Otello ai nostri giorni, LibriLiberi, 2020. presentato alla BibliotecaNova di Firenze il 22 novembre 2021[13][14], ISBN 9788884151995
- Poesie d'amore dal carcere, Firenze, Contrabbandiera, 2021, ISBN 9788831454094

### Filmografia
Dal libro di memorie Il mio sequestro di Giuseppe Soffiantini, il regista Riccardo Milani ha tratto la miniserie televisiva per Canale 5: Il sequestro Soffiantini, dove il ruolo del sequestratore, chiamato fittiziamente "Marco", è interpretato dall'attore Tony Sperandeo.